# Ефект узо

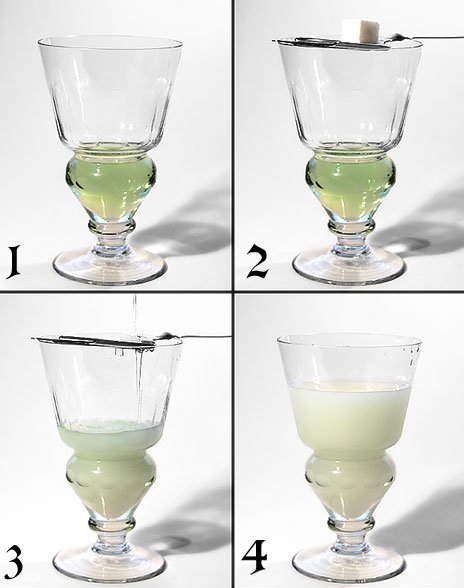
Ефект узо при додаванні води до абсенту.

Ефект у́зо — поява молочно-білого забарвлення в узо та інших анісових напоїв (таких як раки, арак, самбука та абсент) при додаванні води. Ефект з'являється при мінімальному додаванні води і є стабільним.
Анісова олія містить багато анетолу, який розчиняється в алкоголі і майже не розчиняється у воді. Суміш води та ефірних олій утворює емульсію, яка й спричиняє видиме помутніння. Це помутніння має фізичну природу і не пов'язане з хімічною реакцією.
Без додавання води цього ефекту можна досягти охолодженням.  При низькій температурі знижується розчинність олій в алкоголі і таким чином утворюються крапельки олії.
Цим ефектом можна порівнювати місткість анісу в різних напоях. Чим мутніша речовина при однаковій температурі і місткості алкоголю, тим більше в ній анісу.